# Head-Crash
Der Head-Crash (zu Deutsch: „Kopf-Absturz“) ist die direkte Berührung der Oberfläche einer Magnetscheibe (englisch Platter) einer Festplatte durch den Lese-/Schreibkopf, was zu einer mechanischen Beschädigung der Speicherschicht und Verunreinigung der Platter durch abgeriebenes Oberflächenmaterial führt. Dabei besteht die Gefahr von Zerstörung und Datenverlust.

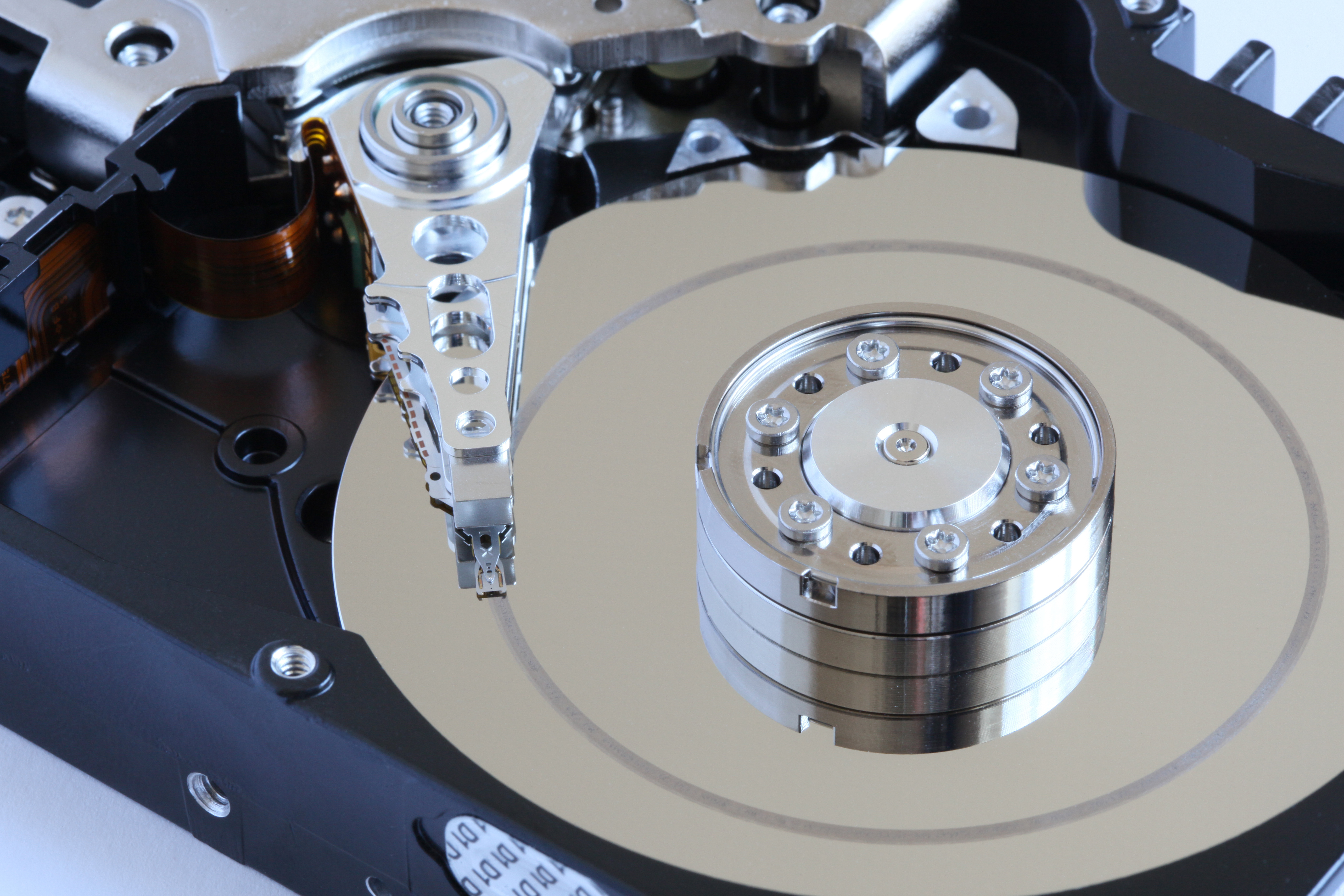
Geöffnete Festplatte nach einem Head-Crash. Die Schleifspuren, die der schadhafte Schreib-Lese-Kopf auf der Magnetscheibe hinterlassen hat, sind deutlich erkennbar.

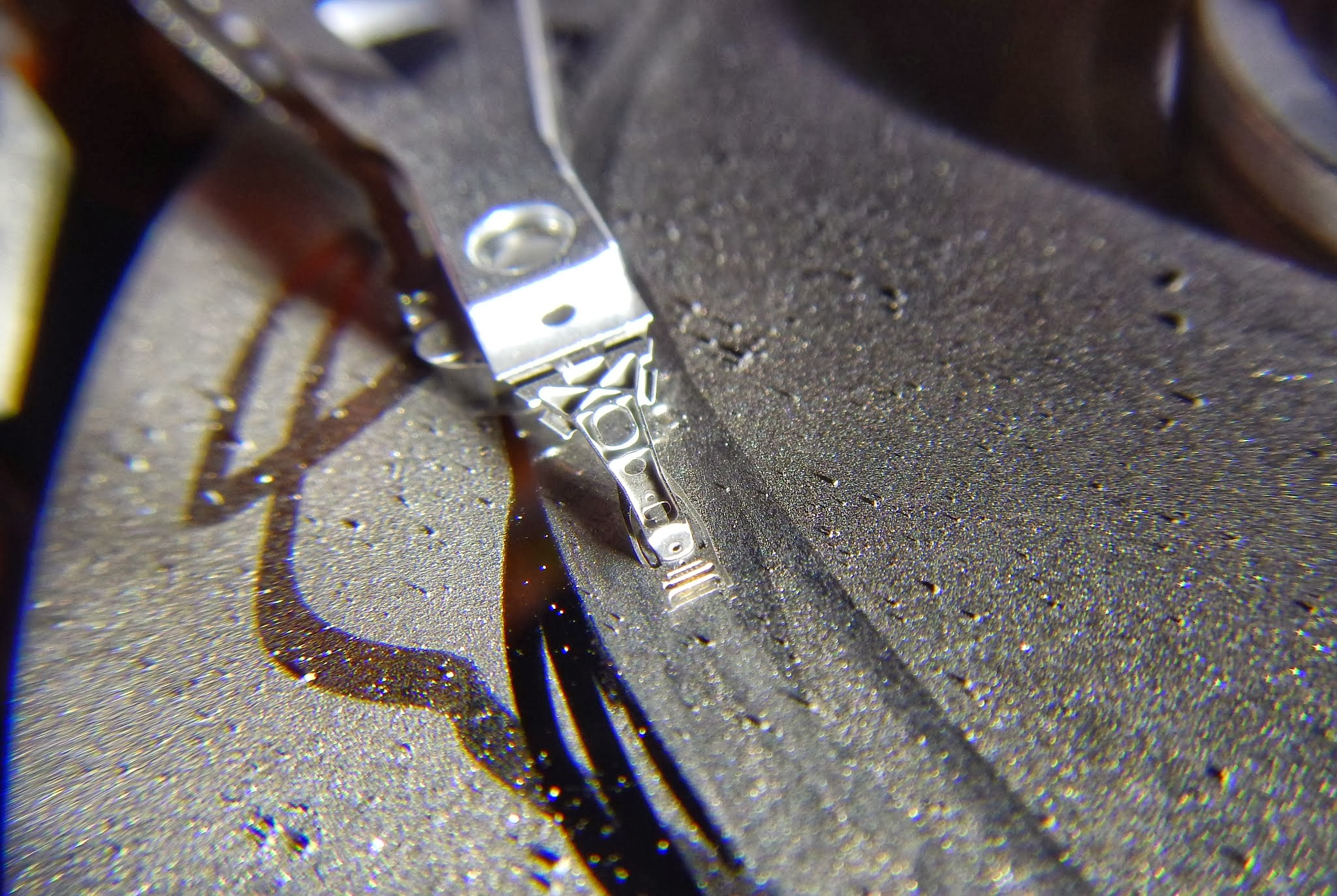
Plattenoberfläche bedeckt mit Abrieb der Magnetoberfläche

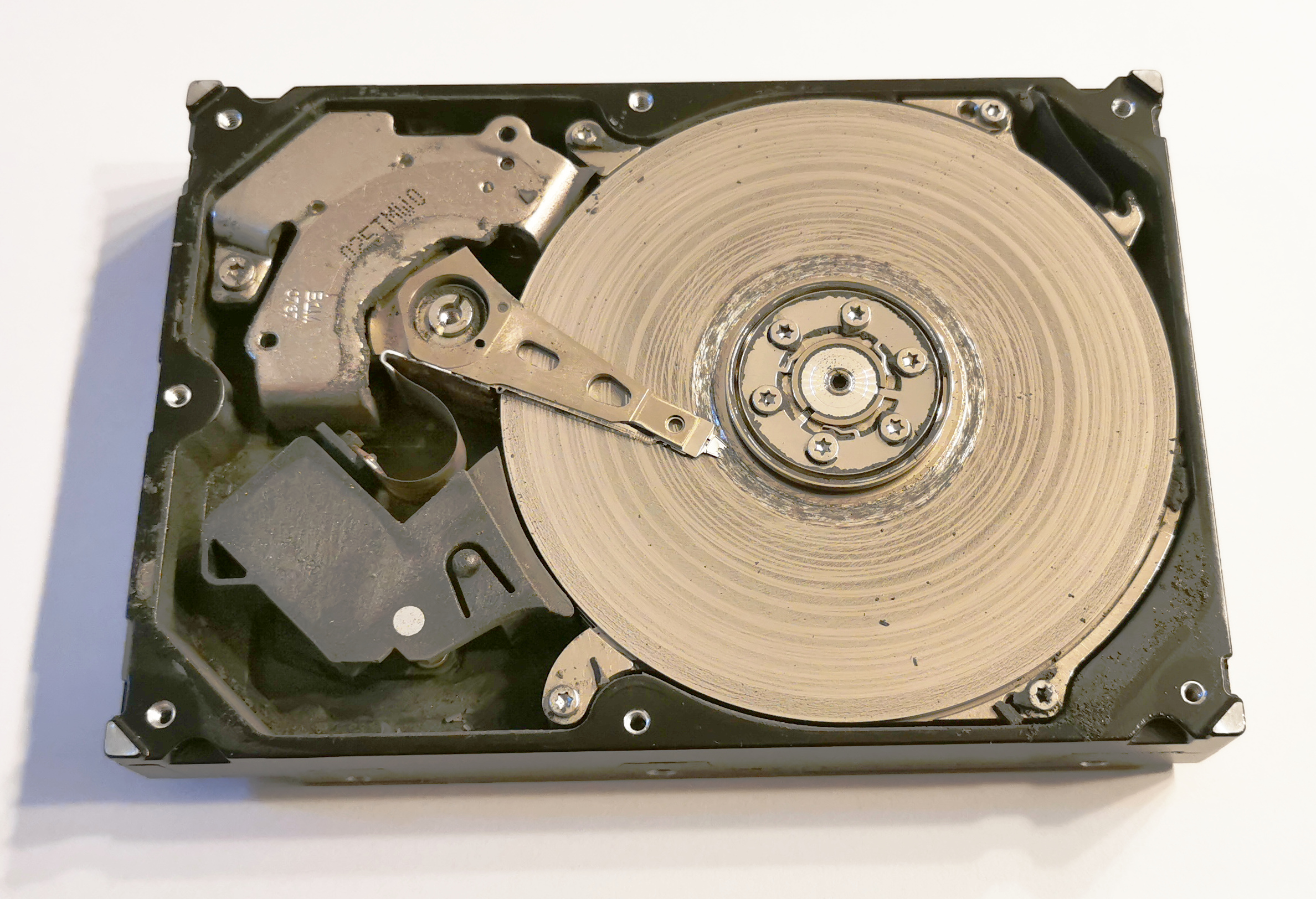
Extremer Materialabrieb an der Parkposition aufgrund eines Head-Crash, der mehrere Monate unentdeckt blieb.

## Folgen
Im Extremfall kann der Schreib-/Lesekopf bei einem Headcrash schon kurz nach dem Aufsetzen auf der
Platteroberfläche 
kleben bleiben und dann durch die Rotation der Platter abgerissen werden.
Nach einem Head-Crash ist die Festplatte meist nicht mehr startfähig oder läuft nur noch kurze Zeit, bis sie endgültig aussetzt. Dies wird in den meisten Fällen durch abgeriebenes Material verursacht, welches sich als dünner Film auf den Platter absetzt und so die Köpfe und die Oberfläche der Platter zusätzlich schädigt. Teilweise werden die Köpfe beim Ausschalten der Platte durch den Abrieb auf der Plattenoberfläche mechanisch festgesetzt/verklemmt, so dass unter Umständen die Haftreibung so groß ist, dass sie bei einem erneuten Startversuch abreißen oder das Anlaufen der Platte verhindern.
Weitere Schäden der Daten tragenden Oberfläche können dadurch auftreten, dass die Köpfe bei Lese-/Schreibvorgängen in andere, bisher unbeeinflusste Bereiche positioniert werden und dort mit den abgeriebenen Partikeln in Konflikt geraten. Die Daten auf einer Festplatte können nach einem Head-Crash oft nur durch Datenrettungsunternehmen mit Spezialausrüstung gerettet werden.

## Ursachen
Normalerweise befindet sich aufgrund des Bodeneffekts zwischen dem Lese-/Schreibkopf und der schnell rotierenden
Platteroberfläche
ein dünnes Luftpolster („Hydrodynamisches Gleitlager“ – der gleiche Effekt wie beim Aquaplaning). Um die Köpfe in Position zu halten, benötigt man eine gleichbleibend hohe Drehzahl der Platte. Sinkt nun, beispielsweise durch einen Fehler in der Motorsteuerung, die Rotationsgeschwindigkeit auf zu geringe Werte, können die Magnetsensoren der Lese- und Schreibköpfe auf der Oberfläche des Speichermediums aufsetzen.
Weitere häufige Gründe für Head-Crashs sind Verschleiß, falscher Einbau der Festplatte, starke Temperaturschwankungen, generelle Erschütterungen (die vermehrt bei mobilen Geräten auftreten, beispielsweise bei Microdrives in Digitalkameras oder bei Notebooks), Betrieb in zu großer Höhe, sowie Stromausfälle oder Verschmutzungen auf den Platten-Oberflächen.

## Gegenmaßnahmen

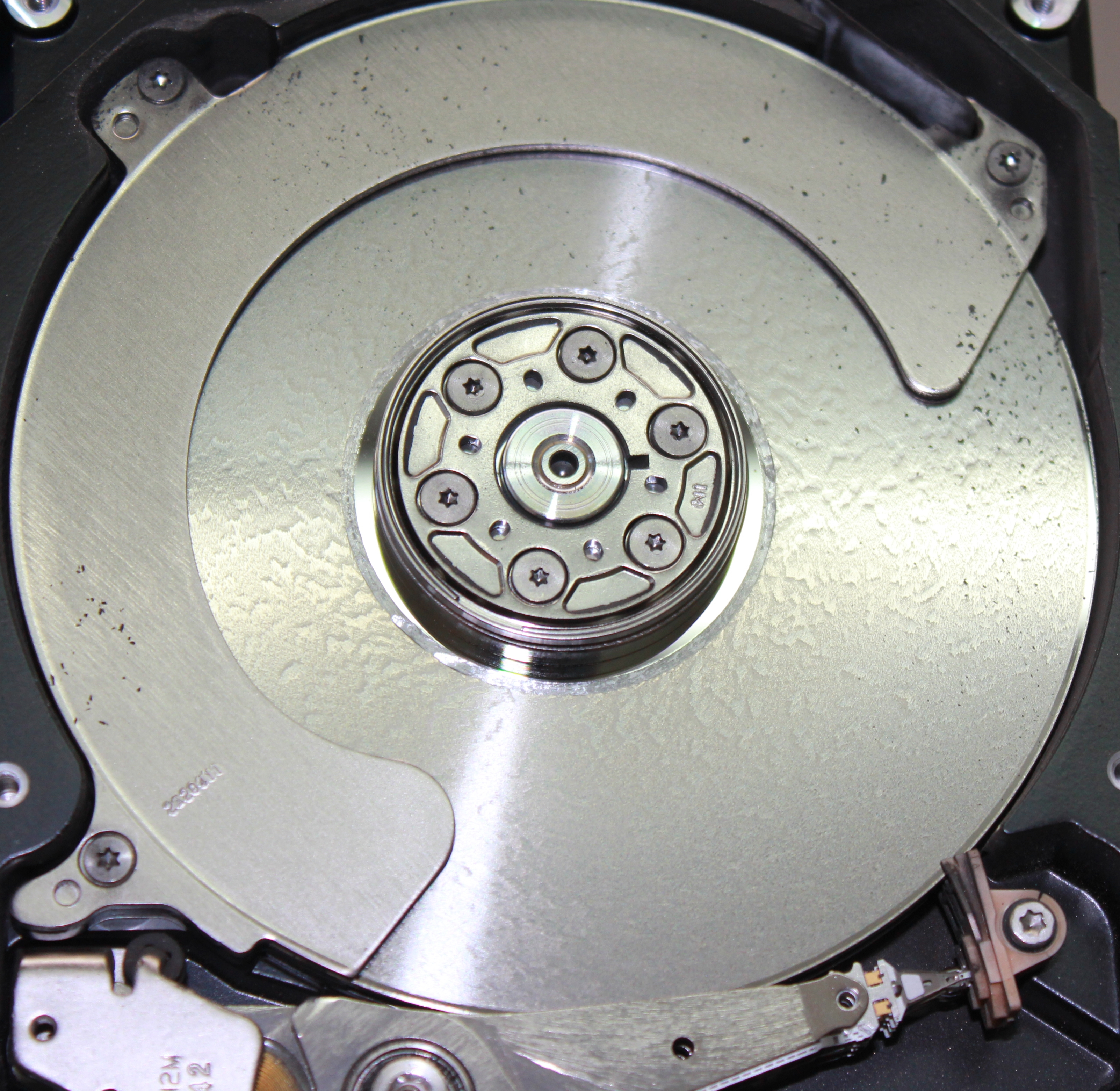
Zerstörte Oberfläche einer Datenplatte nach Head-Crash (hier: Seagate).

- Die Autopark-Funktion parkt (etwa seit den Modellgenerationen ab 1989) bei Ausfall der Versorgungsspannung automatisch die Köpfe in der Landezone (durch Nutzen der Rotationsenergie der Platten).
- Als Schutz bei Stürzen haben einige ThinkPad-Modelle seit etwa 2003 einen APS (Active Protection System) genannten Bewegungssensor, der den Schreib-/Lesekopf der Festplatte in Parkposition fährt, wenn Beschleunigungen registriert werden, die zu einem Head-Crash führen könnten.
- In Apple-Laptops wird seit Januar 2005 ein Sudden Motion Sensor verbaut, der bei starker Bewegung den Schreib-/Lesekopf von der Festplatte nimmt und somit Datenverluste verhindert. Auch einige Microdrives werden schon mit einem System ausgestattet, welches Stöße bemerkt und sofort die Schreib-/Leseköpfe in die Landezone zurückholt.
- Um ein Aufsetzen der Köpfe durch eine zu geringe Rotationsgeschwindigkeit zu verhindern, wird bei modernen Festplatten ein Airlock-System verwendet, das bei zu geringer Geschwindigkeit die Köpfe parkt.